# 5β-双氢孕酮
5β-双氢孕酮（英語：5β-Dihydroprogesterone，缩写5β-DHP，也称为“孕烷二酮”，pregnanedione，5β-孕烷二酮-3,20-二酮，5β-pregnane-3,20-dione）是一种内源性的神经甾体和代谢中间产物，从孕酮经5β还原酶还原而来，再进一步可生物合成为孕烷醇酮与表孕烷醇酮的。